# Camekan

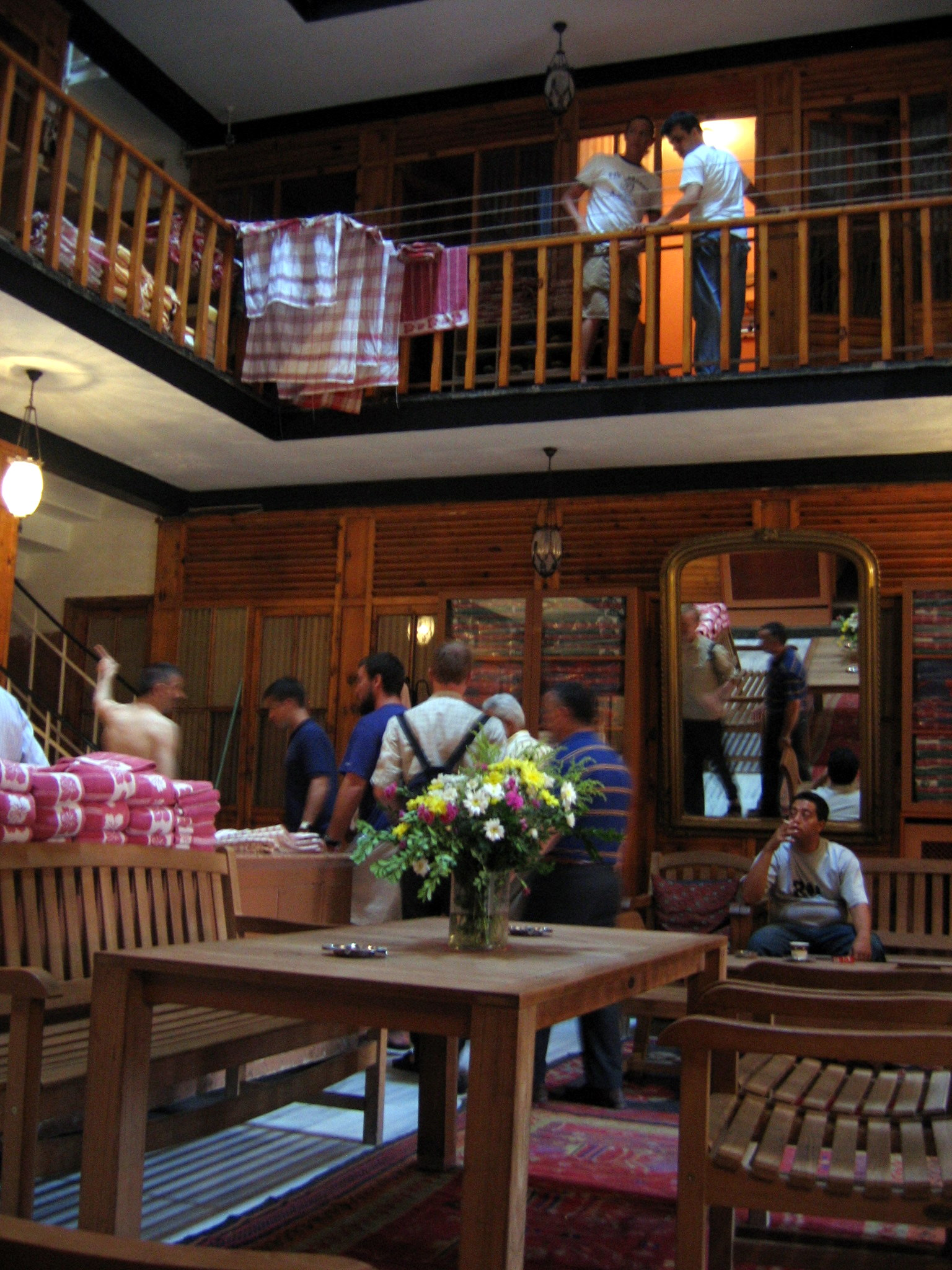
Een camekan in een hamam in Istanbul.

De camekan is de koele ruimte en tevens de entreeruimte van een hamam. Het is een grote open ruimte, omringd door kleedruimtes waar de baders zich kunnen omkleden. De ruimte is meestal overkoepeld. In het midden van de ruimte bevindt zich een fontein en er zijn zitbanken. Na het baden komen veel mensen hier om te ontspannen en een kop koffie of thee te drinken.